# All the Things You Are
„All the Things You Are” – utwór muzyczny skomponowany przez  Jerome’a Kerna, z tekstem Oscara Hammersteina. Stał się on jednym z najpopularniejszych standardów jazzowych. Popularność utworu była niespodzianką dla Kerna (kompozytor zakładał, że utwór jest zbyt złożony, by osiągnąć sukces).
Utwór został napisany do musicalu Very Warm for May (1939), i wykonany przez Hirama Shermana, Frances Mercer, Hollace Shaw i  Ralpha Stuarta. Następnie pojawił się w filmie pt. Broadway Rhythm (1944), a także w czołówce i jako powracający motyw komedii romantycznej A Letter for Evie (1945). Pojawił się również w  2005 w filmie Pani Henderson.
Nagranie  Tommy Dorseya zajęło pierwsze miejsce na liście przebojów w Stanach Zjednoczonych w  1939 roku. Utwór został nagrany w  1940 roku  przez Artie Shawa, Frankie Mastersa i Arta Tatum.
Charlie Parker użył  progresji harmonicznej piosenki w swojej kompozycji  Bird of Paradise.